# Bantigny
Ne doit pas être confondu avec Battigny.
Pour l'historienne, voir Ludivine Bantigny.
Bantigny est une commune française située dans le département du Nord, en région Hauts-de-France.

## Géographie

### Localisation
| Abancourt | Hem-Lenglet | Paillencourt  |
| Abancourt | Bantigny    | Thun-l'Évêque |
| Blécourt  | Cuvillers   | Cuvillers     |

### Hydrographie

#### Réseau hydrographique
La commune est située dans le bassin Artois-Picardie. Elle est drainée par le Ravin de Bantigny la Racine,.

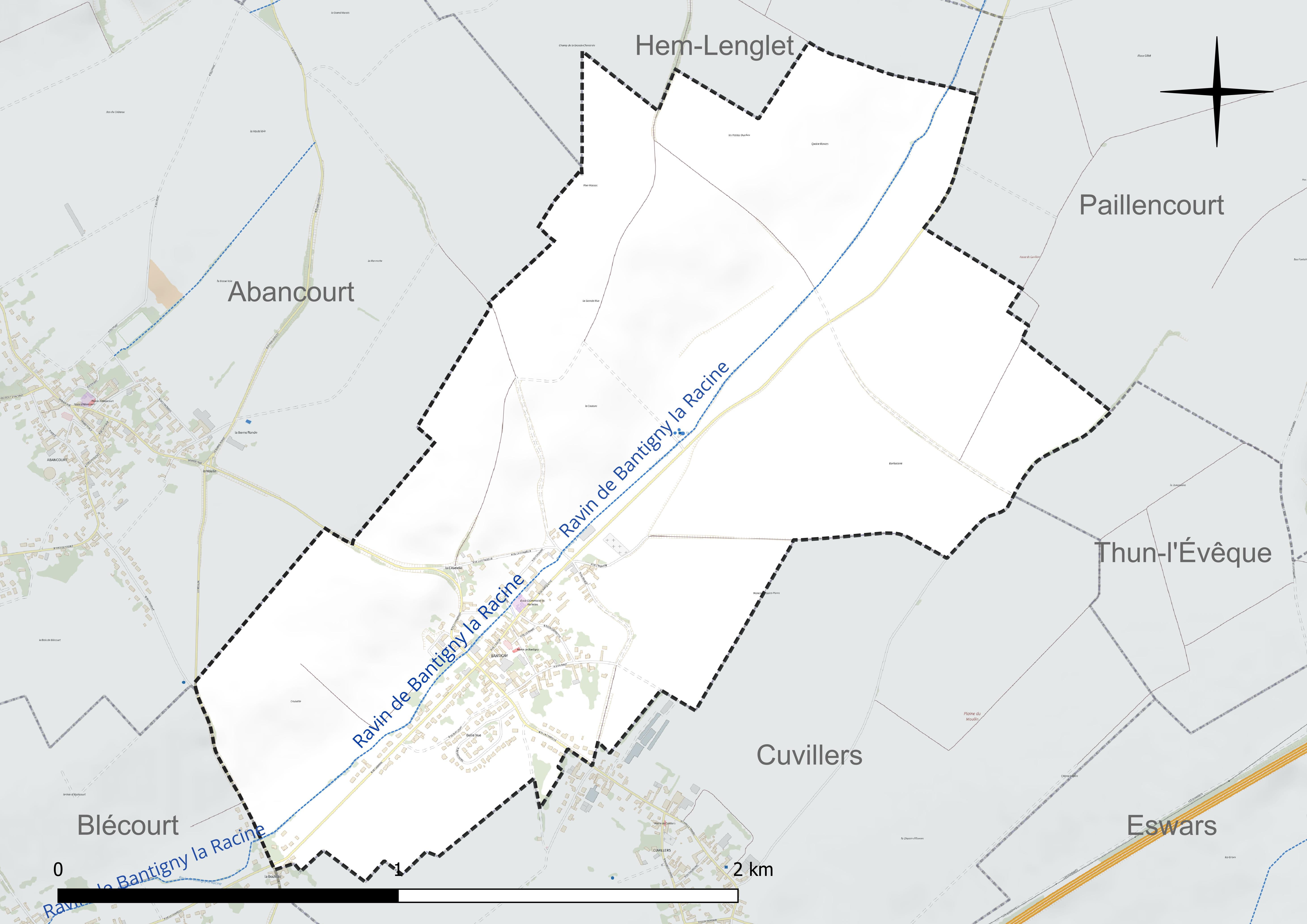
Réseau hydrographique de Bantigny.

#### Gestion et qualité des eaux
Le territoire communal est couvert par le schéma d'aménagement et de gestion des eaux (SAGE) « Sensée ». Ce document de planification concerne un territoire de 857 km2 de superficie, délimité par le bassin versant de la Sensée. Le périmètre a été arrêté le 14 janvier 2023 et le SAGE proprement dit a été approuvé le 21 février 2020. La structure porteuse de l'élaboration et de la mise en œuvre est le syndicat mixte Escaut et Affluents (SyMEA). 
La qualité des cours d'eau peut être consultée sur un site dédié géré par les agences de l'eau et l'Agence française pour la biodiversité. 

### Climat
Pour des articles plus généraux, voir Climat des Hauts-de-France et Climat du Nord.
En 2010, le climat de la commune est de type climat océanique dégradé des plaines du Centre et du Nord, selon une étude du CNRS s'appuyant sur une série de données couvrant la période 1971-2000. En 2020, Météo-France publie une typologie des climats de la France métropolitaine dans laquelle la commune est exposée à un climat océanique et est dans la région climatique  Nord-est du bassin Parisien, caractérisée par un ensoleillement médiocre, une pluviométrie moyenne régulièrement répartie au cours de l'année et un hiver froid (3 °C). 
Pour la période 1971-2000, la température annuelle moyenne est de 10,5 °C, avec une amplitude thermique annuelle de 14,9 °C. Le cumul annuel moyen de précipitations est de 691 mm, avec 11,7 jours de précipitations en janvier et 9,2 jours en juillet. Pour la période 1991-2020, la température moyenne annuelle observée sur la station météorologique la plus proche, située sur la commune de Douai à 19 km à vol d'oiseau, est de 11,0 °C et le cumul annuel moyen de précipitations est de 729,2 mm,. Pour l'avenir, les paramètres climatiques de la commune estimés pour 2050 selon différents scénarios d'émission de gaz à effet de serre sont consultables sur un site dédié publié par Météo-France en novembre 2022.

## Urbanisme

### Typologie
Au 1er janvier 2024, Bantigny est catégorisée bourg rural, selon la nouvelle grille communale de densité à sept niveaux définie par l'Insee en 2022.
Elle est située hors unité urbaine. Par ailleurs la commune fait partie de l'aire d'attraction de Cambrai, dont elle est une commune de la couronne,. Cette aire, qui regroupe 64 communes, est catégorisée dans les aires de 50 000 à moins de 200 000 habitants,.

### Occupation des sols
L'occupation des sols de la commune, telle qu'elle ressort de la base de données européenne d'occupation biophysique des sols Corine Land Cover (CLC), est marquée par l'importance des territoires agricoles (89,9 % en 2018), une proportion identique à celle de 1990 (89,9 %). La répartition détaillée en 2018 est la suivante : 
terres arables (89,9 %), zones urbanisées (10,1 %). L'évolution de l'occupation des sols de la commune et de ses infrastructures peut être observée sur les différentes représentations cartographiques du territoire : la carte de Cassini (XVIIIe siècle), la carte d'état-major (1820-1866) et les cartes ou photos aériennes de l'IGN pour la période actuelle (1950 à aujourd'hui).

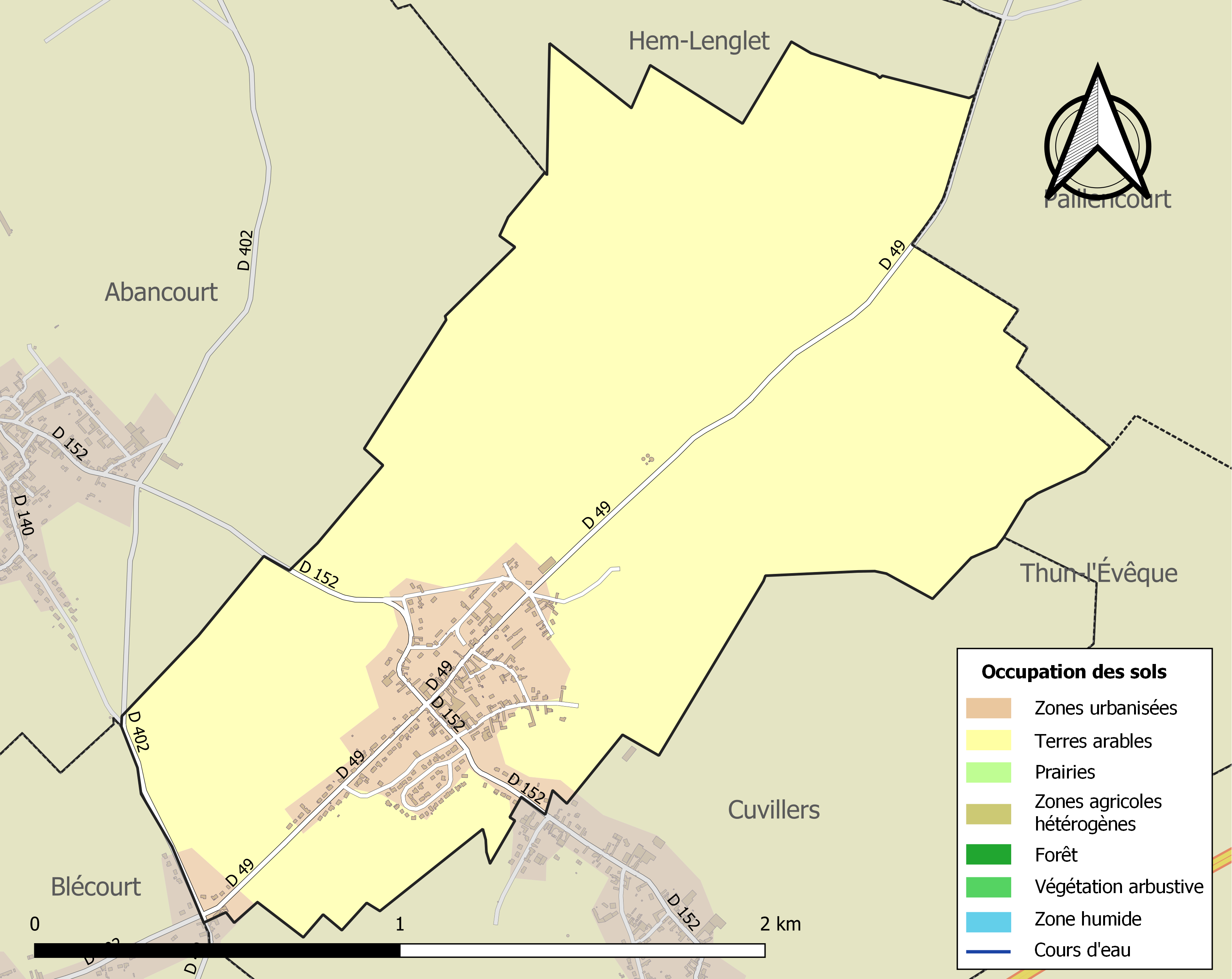
Carte des infrastructures et de l'occupation des sols de la commune en 2018 (CLC).

### Voies de communication et transports
La commune est desservie par le réseau de transports urbains de la Communauté d'agglomération de Cambrai appelé TUC (Transports Urbains du Cambrésis), par la ligne 17,.

## Histoire
Bantigny anciennement écrit « Bantignies » dépendait de la châtellenie de Thun-l'Évêque. Il fut détaché de la paroisse d'Abancourt vers 1121.	
L'évêque Lietbert donna en 1604 à l'abbaye de St-Sépulcre de Cambrai dont il est fondateur, des jardins et terres labourables situés à Bantigny. Le pape Innocent II, par lettres du 21 décembre 1142, confirma à l'évêque Nicolas et à ses successeurs tout le terroir de ce même village.
Le premier seigneur de Bantigny fut un nommé Pierre, lequel donna en 1150 à l'abbaye de Saint-Aubert, trois mencaudées de terre situées à Hem-Lenglet. Potins de Bantegnies est qualifié, ainsi que divers seigneurs du Cambrésis, vassal de l'abbaye de St-Aubert, dans une charte de 1274. Les descendants de ce seigneur s'allièrent aux maisons d'Ablain en 1213, de Montigny en 1287, de Naves, d'Astiches, etc.
Les seigneurs de Bantigny étaient pairs du Cambrésis, premiers dignitaires laïques au nombre de douze.
En 1677, lors du siège de Cambrai par les Français, alors au pouvoir des Espagnols, ce village fut entièrement rasé à l'exception de trois maisons qui servaient de fours de munitions pour l'armée assiégeante.

### Administration municipale

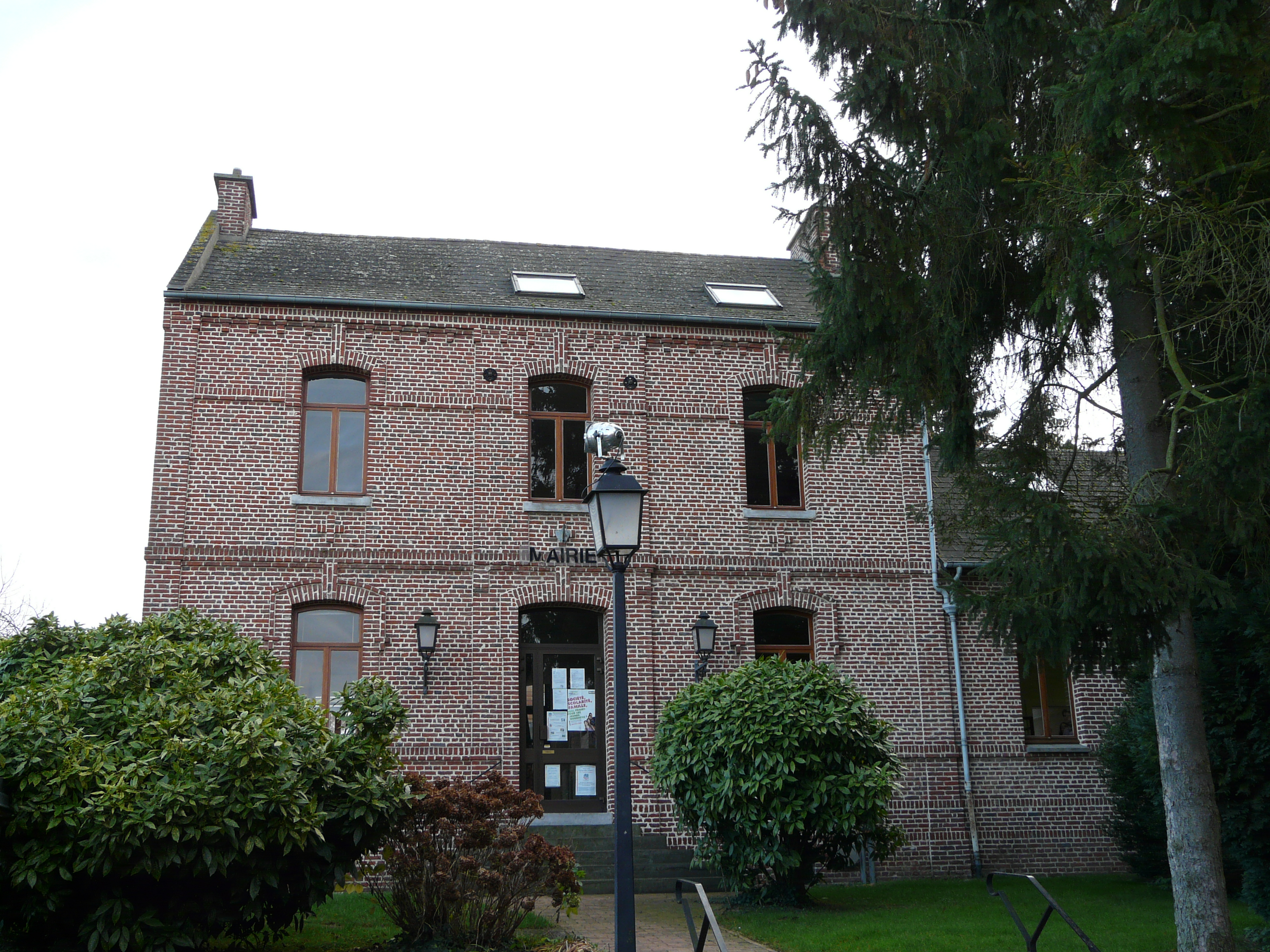
La mairie de Bantigny.

## Population et société

### Démographie

#### Évolution démographique
L'évolution du nombre d'habitants est connue à travers les recensements de la population effectués dans la commune depuis 1793. Pour les communes de moins de 10 000 habitants, une enquête de recensement portant sur toute la population est réalisée tous les cinq ans, les populations de référence des années intermédiaires étant quant à elles estimées par interpolation ou extrapolation. Pour la commune, le premier recensement exhaustif entrant dans le cadre du nouveau dispositif a été réalisé en 2006.

En 2022, la commune comptait 499 habitants, en évolution de −1,58 % par rapport à 2016 (Nord : +0,51 %, France hors Mayotte : +2,11 %).
| 1793 | 1800 | 1806 | 1821 | 1831 | 1836 | 1841 | 1846 | 1851 |
| ---- | ---- | ---- | ---- | ---- | ---- | ---- | ---- | ---- |
| 329  | 329  | 349  | 417  | 476  | 484  | 480  | 483  | 520  |

| 1856 | 1861 | 1866 | 1872 | 1876 | 1881 | 1886 | 1891 | 1896 |
| ---- | ---- | ---- | ---- | ---- | ---- | ---- | ---- | ---- |
| 476  | 511  | 501  | 541  | 512  | 557  | 532  | 580  | 542  |

| 1901 | 1906 | 1911 | 1921 | 1926 | 1931 | 1936 | 1946 | 1954 |
| ---- | ---- | ---- | ---- | ---- | ---- | ---- | ---- | ---- |
| 485  | 450  | 429  | 314  | 303  | 294  | 291  | 259  | 260  |

| 1962 | 1968 | 1975 | 1982 | 1990 | 1999 | 2006 | 2011 | 2016 |
| ---- | ---- | ---- | ---- | ---- | ---- | ---- | ---- | ---- |
| 258  | 264  | 250  | 440  | 477  | 465  | 468  | 477  | 507  |

| 2021 | 2022 | - | - | - | - | - | - | - |
| ---- | ---- | - | - | - | - | - | - | - |
| 507  | 499  | - | - | - | - | - | - | - |

#### Pyramide des âges
La population de la commune est relativement jeune.
En 2018, le taux de personnes d'un âge inférieur à 30 ans s'élève à 35,9 %, soit en dessous de la moyenne départementale (39,5 %). À l'inverse, le taux de personnes d'âge supérieur à 60 ans est de 25,7 % la même année, alors qu'il est de 22,5 % au niveau départemental.
En 2018, la commune comptait 253 hommes pour 267 femmes, soit un taux de 51,35 % de femmes, légèrement inférieur au taux départemental (51,77 %).
Les pyramides des âges de la commune et du département s'établissent comme suit.
| Hommes | Classe d’âge | Femmes |
| ------ | ------------ | ------ |
| 0,4    | 90 ou +      | 0,8    |
| 3,7    | 75-89 ans    | 6,3    |
| 20,2   | 60-74 ans    | 20,0   |
| 17,9   | 45-59 ans    | 18,6   |
| 20,2   | 30-44 ans    | 19,9   |
| 12,4   | 15-29 ans    | 13,0   |
| 25,1   | 0-14 ans     | 21,4   |

| Hommes | Classe d’âge | Femmes |
| ------ | ------------ | ------ |
| 0,5    | 90 ou +      | 1,4    |
| 5,3    | 75-89 ans    | 8,1    |
| 14,8   | 60-74 ans    | 16,2   |
| 19,1   | 45-59 ans    | 18,4   |
| 19,5   | 30-44 ans    | 18,7   |
| 20,7   | 15-29 ans    | 19,1   |
| 20,2   | 0-14 ans     | 18     |

### Enseignement
Bantigny fait partie de l'académie de Lille.

## Culture et patrimoine

### Lieux et monuments

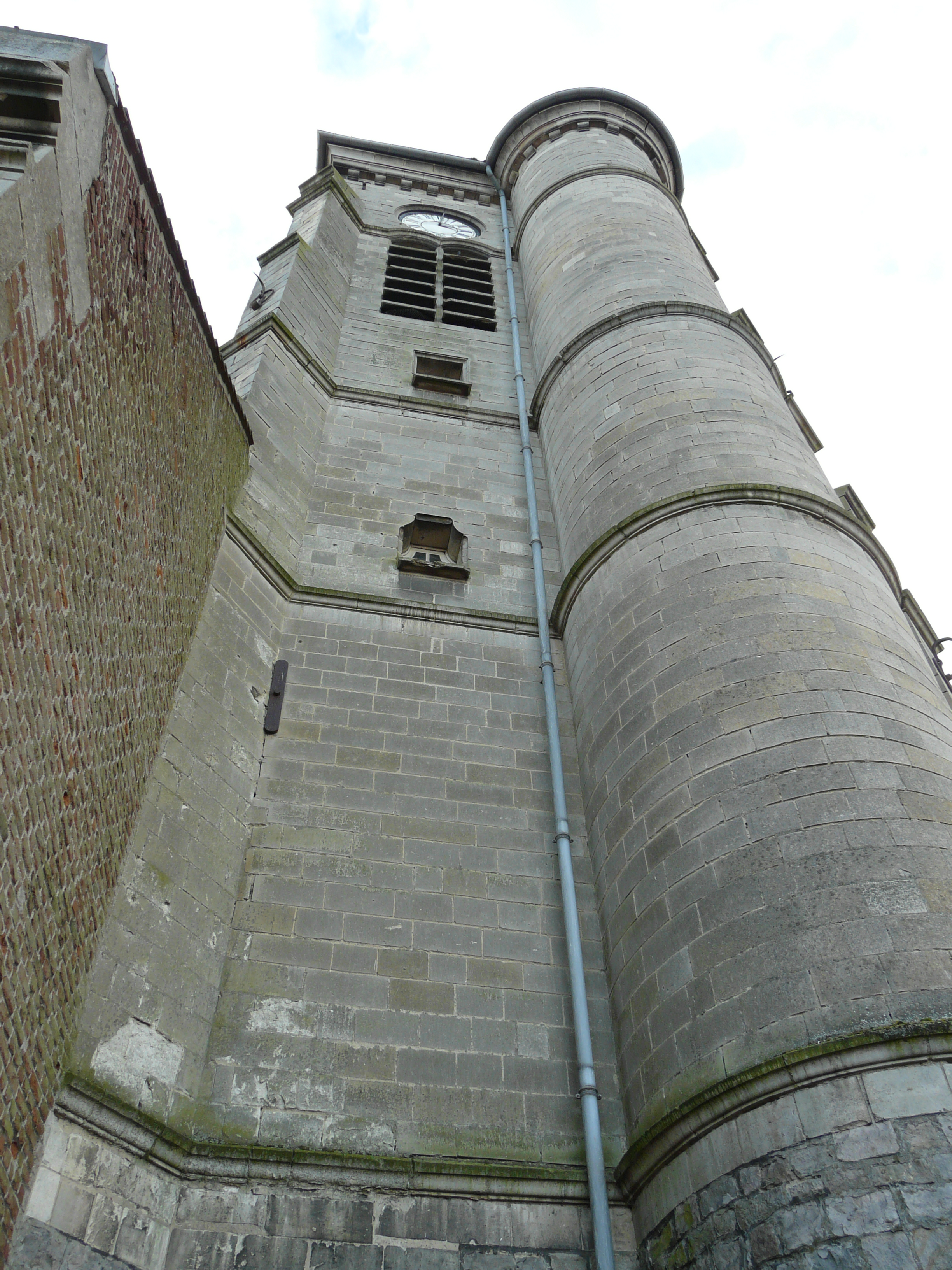
Le clocher de l'église.

Bantigny possède une église Saint-Pierre fin XVIIIe siècle, avec des restes de l'église du XVIe siècle.
Les cloches de l'église de Bantigny ont été enlevées par les soldats allemands en avril 1917.
Le 16 juillet 1933 a lieu la bénédiction des nouvelles cloches. Cette cérémonie est alors présidée par Monseigneur Lenotte (Vicaire Général de Cambrai).
Trois cloches sont alors replacées : 
1. La première cloche est nommée « Victor-Marthe ». Cette cloche fut parrainée par le Dr Victor Ruchon et par Mademoiselle Marthe Dhordain.
2. La seconde cloche est nommée « Léon-Eugénie-Jules-Marie-Catherine-Stanislas-Mathias ». Cette cloche fut parrainée par Madame et Monsieur Jules Ségard-Deneubourg.
3. La troisième cloche est nommée « Roger-Léa ». Cette cloche fut parrainée Monsieur Roger Dupas et Mademoiselle Léa Focquet.

### Héraldique
|  | Les armes de Bantigny se blasonnent ainsi :« De gueules à la bande d'argent chargée de trois merlettes de sable posée à plomb. » |

## Pour approfondir